# Карлссон, Херберт
Херберт Карлссон (швед. Herbert Carlsson; 8 сентября 1896 года, Гётеборг, Швеция — 21 октября 1952 года, Уппсала, Швеция) — шведский футболист, игравший на позиции нападающего.

## Биография
Родился Херберт Карлссон 8 сентября 1896 года в городе Гётеборг. Футбольную карьеру начал в местном клубе Annedals FF. С 1917 года играл в футбольном клубе «Гётеборг». В 1918 году «Гётеборг» выиграл чемпионат Швеции, а Карлссон стал первой «звездой» этого клуба. Он был капитаном сборной Швеции по футболу на летних Олимпийских играх 1920 года, где забил девять мячей. В 1922 году он иммигрировал в США, где продолжил карьеру профессионального футболиста. В 1936 году он вернулся в Швецию. Умер в 1952 году в Уппсале.